# Dugway Proving Ground
Dugway Proving Ground (DPG) è un'area utilizzata dall'esercito statunitense per testare armi biologiche e chimiche collocata nell'omonima località dello Utah, negli Stati Uniti d'America. Il Dugway Proving Ground occupa una superficie pari a 6.800 km², si trova a 21 km di distanza dallo Utah Test and Training Range e a 137 km a sud-ovest di Salt Lake City.

## Storia
In seguito all'attacco di Pearl Harbor del 7 dicembre 1941, gli statunitensi decisero di testare delle armi di distruzione di massa da usare contro il Giappone. Il 6 febbraio 1942 il presidente Roosevelt inaugurò i Dugway Proving Ground presso una vasta area dello Utah. Nel corso degli anni, il Dugway Proving Ground cambierà nome più volte e verrà riutilizzato in più circostanze. Nel 1950 venne esteso di 279.000 acri.